# Аристарх (Николаевский)
Аристарх (в миру Александр Фёдорович Николаевский; 4 (16) апреля 1867, село Вороны, Пензенская губерния — 28 ноября 1937) — обновленческий архиепископ, до 1923 года — епископ Русской православной церкви, епископ Оренбургский.

## Биография
Родился 4 апреля 1867 года в селе Вороны Краснослободского уезда Пензенской губернии (ныне деревня Ворона в Ковылкинском районе Мордовии) в семье священника.
В 1887 году закончил Пензенскую духовную семинарию. Женился, но в том же году овдовел и принял монашество.
В 1895 году в сане иеромонаха назначен настоятелем Покровского миссионерского монастыря в Москве.
В 1898 году возведён в сан архимандрита.
С 3 июля 1902 года состоял сверхштатным членом Московской Духовной консистории.
19 мая 1914 года был назначен настоятелем Московского Знаменского монастыря, находившегося на так называемом «Старом Государевом дворе» в Китай-городе на улице Варварка 1. К 1917 году под началом архимандрита Аристарха подвизалось 11 монахов и 4 послушника.
В 1917 году благодаря церковно-административному опыту и личным качествам был избран членом Московского Епархиального Совета.
Ему довелось стать свидетелем Всероссийского Поместного Собора 1917—1918 годов, октябрьского переворота в Москве, восстановления Патриаршества, обстрела большевиками Кремля, начала новой государственной политики в отношении Церкви.
В 1919 году Знаменский монастырь был официально закрыт, но продолжал неофициально действовать до 1928—1929 годов.
16 августа 1919 года, оставаясь настоятелем «бывшего» Знаменского монастыря, архимандрит Аристарх поступил на службу в Земельно-жилищный отдел Московского совета, где работал управляющим квартальным хозяйством № 35 Городского района Москвы (исторического центра столицы). Как свидетельствовало выданное 9 марта 1920 года удостоверение, Аристарх Федорович Николаевский «служил советским сотрудником… и к исполнению возложенных на него обязанностей относился добросовестно». Был уволен с данной должности 8 марта 1920 года «согласно прошению, по случаю назначения его — управлять Оренбургскою Епархиею в сане Архиерея».
1 (14) марта 1920 в Москве был хиротонисан Патриархом во епископа Оренбургского. Хиротонию возглавил Патриарх Тихон.
В докладе Патриарху Тихону священника Петропавловской единоверческой церкви села Петропавловского Орского уезда Оренбургской епархии Иоанна Шастова от 8 августа 1923 года говорилось: «Во время управления предшествующих епископов в епархии существовали институты миссионеров — епархиальных, уездных, окружных, а с вступлением на кафедру Аристарха он эти институты упразднил „как нежелательные и вредные“ и даже считал „дураками“ тех, кто защищал миссию. В результате оживилась деятельность сектантов, участились отпадения православных в секты и раскол. При ревизии церквей в 1921 г. Аристарх мне, как окружному миссионеру, лично сказал: „О. Иоанн, вы ради Бога не производите никаких бесед, а тем более публичных. Это прежде они нужны были. А теперь вот не нужны“. Оренбургская паства на епархиальном собрании требует иметь институт миссионеров, но их просьба — без результата».
После возникновения обновленческого раскола заявил о полном подчинении Патриарху Тихону и разослал воззвание ко всему духовенству и верующим города, в котором убеждал не подчиняться обновленческому Синоду до тех пор, пока он сам лично не побывает в Москве и не ознакомится с положением церковных дел. Прежде чем выехать в Москву, он, в целях ограждения своей епархии от влияния обновленцев, созвал епархиальный съезд, на котором избрал себе в викарного епископа Иакова (Маскаева), которого и послал в Москву для посвящения.
В Москве 19 марта 1923 года по пострижению в монашество с именем Иаков, в честь апостола Иакова, брата Господня, отец Иаков получил епископскую хиротонию от обновленцев: митрополита Евдокима (Мещерского) и епископа Антонина (Грановского). Третьим участником хиротонии стал проживавший на покое в Москве архиепископ Екатеринославский Владимир (Соколовский-Автономов). По данным, которые приводит в своей книге «Мученики, исповедники и подвижники благочестия Русской Православной Церкви XX столетия» церковный историк и агиограф игумен Дамаскин, архиепископ Владимир (Соколовский-Автономов) сообщил нарекаемому в архиерейский сан отцу Иакову, что находится в подчинении Патриарха Тихона и не прерывал с ним канонического общения.
По возвращении Иакова в Оренбург с назначением от обновленческого Синода на Орскую кафедру, викарием Оренбургской епархии, епископ Аристарх нашёл возможным допустить епископа Иакова к исполнению своих обязанностей временно. 10 мая 1923 года епископ Аристарх отбыл в Москву, отдав распоряжение, что епископ Иаков остается на время его отсутствия управляющим Оренбургской епархией.
В то время как епископ Аристарх находился в Москве, обновленческий архиепископ Андрей Соседов захватил канцелярию епископа Аристарха. Духовенство не желало входить в общение с архиепископом Андреем. Через несколько дней возвратился епископ Аристарх, который и попросил архиепископа Андрея удалиться, однако вечером того же дня он был арестован сослан в Нарымский край, где и пребывал до конца 1923 года. Там он уклонился в обновленческий раскол.
12 апреля 1924 года возведён обновленцами в сан архиепископа.
В 1924 году — обновленческий архиепископ Тамбовский.
С 12 июля 1924 года — обновленческий архиепископ Свердловский.
Как следует из доклада уполномоченного по Екатеринбургской обновленческой епархии И. Н. Уфимцева о положении в епархии: «К июлю месяцу тихоновское влияние сильно распространилось и затронуло самый епархиальный город. Приезд архиепископа Аристарха дал повод зараженным тихоновщиной церковным советам поставить на обсуждение вопрос, как отнестись к новому архипастырю? Часть приходских советов города на своих собраниях многократно обсуждала этот вопрос, не приходя ни к какому определенному решению, пока во главе движения не встал священник кафедрального собора Феликс Козельский. Он сумел организовать тихоновщину и прочно спаять все приходы в городе, за исключением одного — Св. Духовского, и направить их против Синода и нового архипастыря».
С 31 декабря 1924 года — обновленческий архиепископ Пензенский.
С 10 октября 1925 года — обновленческий архиепископ Курганский.
С декабря 1925 года — обновленческий архиепископ Челябинский.
С 14 мая 1926 года — обновленческий архиепископ Оренбургский.
В 1927 году — обновленческий архиепископ Уфимский.
С 1928 года — обновленческий архиепископ Фрунзенский.
В 1930 году — обновленческий архиепископ Калужский.
В ноябре 1930 года уволен на покой «по болезни».
С 29 августа 1931 года — обновленческий архиепископ Боровичский, викарий Новгородской епархии.
9 августа 1933 года уволен по докладу Ленинградского ОМЦУ из Боровичской епархии за неумелое ведение дел.
С ноября 1933 года — обновленческий архиепископ Сарапульский.
28 ноября 1937 года был расстрелян.
14 декабря 1937 года уволен за штат.